# Huari (etnia)
El grupo étnico huari, que estaba separado en dos parcialidades: ichohuari y allaucahuari, se distribuyó en la región central de la zona de los Conchucos, al este de la región Áncash, en el norte del Perú. Sus orígenes culturales se remontan al 800 d. C., mientras que su declive se dio durante la época colonial, cuando se dio el proceso de mestizaje americano (1540 d. C. - 1700 d. C.).

## Localización
Según el arqueólogo Alexander Herrera Wassilowsky, los huaris abarcaban un territorio extenso y sumamente agreste, delimitado al norte por el río Yanamayo y al sur por el río Puchka, que coincide con las actuales provincias de Asunción, Fermín Fitzcarrald, Antonio Raymondi y la parte norte de la provincia de Huari. El territorio está dividido geográficamente por la cordillera de San Bartolomé o Coyota, un brazo de la Cordillera Blanca. En el flanco occidental se encontraba la región de Icho Huari, conformada por los pueblos de Chuquipampa (hoy San Luis), Chacas y Yauya. Mientras que, en el lado oriental, se extendía Allauca Huari, conformada por Huari, Llamellin, Huantar y Yacya.

## Historia

### Orígenes

Miembros de una comunidad campesina de Chacas (perteneciente a ichohuari). En medio se distingue a un curaca o envarado portando una vara con una cruz de plata en la punta.

En la mitología se menciona que los progenitores de los huaris eran descendientes de los antiguos gigantes barbados que había creado el Sol; salían únicamente de noche, y con su simple mirada, hacían sementeras y abrían acequias. También se dice que algunos eran bifrontes (tenían dos caras), una atrás y otra adelante, y que comían gente. Asimismo, tenían la capacidad de convertirse en aves y su canto indicaba que vendrían a devorar humanos o presagiaban la muerte de alguien.
Según las crónicas coloniales, los huaris fueron un pueblo que decía provenir de un gran lago, se establecieron en la zona este de Áncash fundando pueblos en las mesetas y valles. Es posible que este pueblo descendiera de los chavín y que, tras la caída de dicha cultura, se mezclaran con pueblos migrantes del floreciente Imperio wari en el sur del Perú (800 d. C. - 1300 d. C.)
Siglos después del establecimiento de los huaris, llegaron los yaros, un grupo de pastores desplazados que se establecieron en las zonas elevadas del mismo territorio. En consecuencia, los huari fueron los que designaron a los Yaros como Llacuaces (pueblo bárbaro o invasor). Los pueblos yaros decían ser «hijos del Rayo» y adoraban a la deidad Illapa; mientras el pueblo huari decía descender de su dios Huari y, como tal, se proclamaban "hijos del Sol"..

### Época inca
La dominación incaica se produjo entre 1460 y 1490 aproximadamente, el grupo huari fue incorporado al Tahuantinsuyo tras una larga y dura invasión por parte del general Cápac Yupanqui, hermano y general del sapa inca Huayna Cápac, quienes se vieron obligados a replegarse y construir el tambo de Maraycalle en Yauya. El ejército confederado de los Conchucos conformado por los grupos étnicos huari, piscopampas y conchucos dio resistencia a los cuzqueños por varios meses. En Chacas, se tiene la leyenda de los caciques Riway y Katin, quienes resistieron a los cusqueños gracias a la ubicación elevada de sus bastiones.

La maldición del inca. «El inca, gran señor del Cusco, desde Maraycalle, que desde aquí se ve, por allá por las alturas de Yauya, al divisar por estos lados y contemplar las verdes praderas de Chinlla, Sapchá, Colpa y Cunya y más poblados, envió emisarios a pedir que Kátin y Riway se sometieran a su imperio y que en señal de vasallaje le enviaran doce jóvenes ñustas para su séquito. Entonces los muy valientes Kátin y Riway contestaron al inca con palabras bravas y se negaron a obedecerle. El inca que era soberbio y que venía desde el Cusco sometiendo a todos los pueblos tomó muy a mal esta desobediencia. Subióse a lo más alto de Maraycalle y desde allí tiró con su poderosa honda primero un puñado de tierra que cayó en Allpabamba, y después otro puñado de Shashal que calló sobre Chinlla. Que si mandan lo que el inca pedía habría tirado oro y plata, en lugar de shashal y allpa. Por eso, aquí en Chinlla estamos condenados a trabajar toda la vida haciendo ollas con estos viles materiales, sin conseguir oro ni plata sino solo sufrimiento y pobreza, ¡Es la maldición del inca! En cambio, Llamellín recibió la bendición del inca porque mandó el tributo que pedía, por eso sus tierras son tan buenas que nunca sus cosechas se pierden como entre nosotros».
 Los Huaris y Conchucos (1945).

Entre 1490 y 1510, los incas sentaron las bases del sistema de administración civil y territorial cusqueño. Así, el territorio de la etnia huari se dividió en dos huarangas (grupos de 1000 familias): los icho huaris y allauca huaris, estas parcialidades se componían por varias pachacas conformadas por 100 familias. Según el historiador Saúl Espinoza Milla, el proceso de dominación incaico fue incompleto, pues para cuando los españoles llegaron a esta región, el proceso de adaptación a la cultura inca todavía era resistido, así mismo, los huari no dudaron en apoyar a los europeos durante las guerras de conquista contra los incas.

## Facciones
El territorio de la etnia huari se dividió en 2 huarangas (grupos de 1000 familias): los ichohuari al oeste, y allaucahuari al este, que a su vez, se componían por varias pachacas conformadas por 100 familias. Ambas huarangas dominaban los pasos montañosos y las rutas de intercambio entre la selva, el Callejón de Huaylas y la costa.

### Ichohuari
Conformada por los pueblos de:
- Colcabamba: ubicado en San Luis, se mantiene habitado.
- Chuquipampa: el pueblo español de San Luis de Ichoguari o San Luis de Chuquipampa se fundó en el mismo emplazamiento.
- Chagastunán: abandonado en la década de 1570 luego de la fundación española de San Martín de Chacas, que se localiza dos km al este.
- Macuash: ubicado en Chacas, se mantiene habitado, pero perdió preponderancia.
- Huancabamba: abandonado tras la conquista española de los incas. Unos kilómetros al norte se estableció Yauya que surgió de la hacienda de un español en el siglo XVII.
- Riway y Katin. Fueron abandonados tras el embate inca.

### Allaucahuari
- Huaritambo o Guarimarca: abandonado en la década de 1560 luego de la fundación española de Santo Domingo de Huari que se ubica cinco km al sur del primero.

- Llamellín: el pueblo español de San Andrés de Llamellín se fundó en el mismo emplazamiento.

- Marcajirca, fue abandonada tras el embate inca.

- Yacya

- Huántar

## Cultura

### Deidades
- Huari: Fue el dios del Sol, la agricultura y el agua. Según los huaris, él fue un gigante del subsuelo transformado en la huanca, actualmente conocida como el lanzón de Chavín.[3]

“un templo muy grande del dicho Huari, que era [como] un adoratorio de los indios todo debajo de tierra con unos callejones, y laberintos muy dilatados hechos de piedras muy grandes y muy labradas, donde halló tres ídolos que los quemó [y] hizo pedazos y enterró, lo cual le descubrió un Indio viejo, que era sacerdote del dicho Huari, que lo [adorava] por medio de los dichos ídolos, al [qual adivinava] si [avía] de aparecer las cosas perdidas, llamando, [y] invocando el dicho Huari, con el pacto sobredicho, y ofreciéndole unos granos de maíz negro y coca mascada, y luego se le aparecía una araña al canto del fogón, donde [quemava] los dichos granos de maíz, y coca mascada, para que aquel humo fuese ofrecido al dicho Huari, y por la dicha araña [adiuinava] las cosas”

- Llibiac: Relacionado con las lluvias y el clima. Fue el Rayo, también adorado a través de huancas.

### Danzas
- Huari danza
- Mozo danza
- Paso huanquilla
- Killalla
- Llallu
- Anti runa

## Personajes
- Guenua, Llanda y Yapia, curacas de Huaritambo (1520-1540).
- Francisco Tocto, curaca de Chacas en época inca (1530-1540) alcalde nativo en la colonia (1572-1590)
- Katin y Riway, caudillos de Chacas, líderes de la resistencia huari durante la conquista inca (c. 1490-1500)